# شريان باطن الركبة
في علم التشريح يعتبر تكملة لشريان فخذي بعد مروره في قناة هنتر Hunter's canal فوق الركبة. ويتفرع الشريان المأبضي إلى شريان ظنبوبي أمامي وشريان ظنبوبي خلفي.

## صور

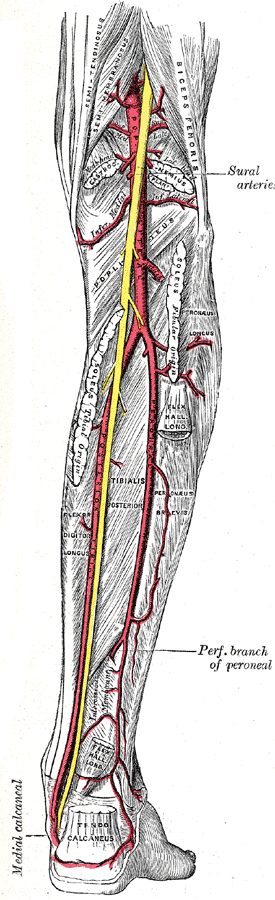
المأبضية، شريان ظنبوبي خلفي، وشريان شظوي.

## وصلات خارجية
- Image at umich.edu - pulse